# ساتره (مقاطعة كلاردشت)
ساتره (بالفارسية: ساتره) هي قرية تقع في Kuhestan Rural District في إيران. يقدر عدد سكانها بـ 14 نسمة بحسب إحصاء 2016.